# Franklin Flores
Franklin Flores (Jutiapa, Atlántida, Honduras, 19 de mayo de 1996) es un futbolista hondureño. Juega de lateral izquierdo y su actual equipo es el Real España de la Liga Nacional de Honduras.

## Trayectoria

### Victoria
Con los Jaibos, Franklin Flores debutó como profesional el 11 de mayo de 2015. Durante ese tiempo, su entrenador era Jorge Ernesto Pineda, quien le brindó la oportunidad de mostrarse ante el Platense.
Su debut se llevó a cabo en un partido en el que el Victoria logró una victoria de 2-1 sobre los Tiburones. Ingresó al minuto 73 en sustitución de Darixon Vuelto. 

### Real España
Franklin Flores se unió al Real España el 22 de enero de 2018. Su debut con la institución Aurinegra tuvo lugar el 21 de febrero del mismo año, en un encuentro frente al Platense disputado en el Estadio Excelsior de Puerto Cortés. Durante aquel juego, bajo la dirección del entrenador uruguayo Martín García, ingresó al terreno de juego en sustitución de Mario Martínez en el minuto 78. 
Aunque en su primer torneo disputó ocho partidos sin anotar goles, su perseverancia y compromiso le permitieron ganarse un lugar en el equipo titular a partir del Apertura 2019. Fue durante ese periodo, bajo la dirección del costarricense Hernán Medford, que se consolidó como una pieza inamovible dentro del Real España.
El 17 de agosto de 2019, en un partido disputado en el Estadio Morazán de San Pedro Sula, consiguió marcar su primer gol con el Real España, en una contundente victoria de 5-1 sobre el Real de Minas.

## Selección nacional
Ha sido internacional con la selección de fútbol de Honduras en 10 ocasiones. 

### Participaciones en eliminatorias mundialistas
| Mundial           | Sede     | Resultado | Partidos | Goles |
| ----------------- | -------- | --------- | -------- | ----- |
| Eliminatoria 2022 | Concacaf | Eliminado | 2        | 0     |

### Participaciones en Copa Oro
| Copa          | Sede                    | Resultado        | Partidos | Goles |
| ------------- | ----------------------- | ---------------- | -------- | ----- |
| Copa Oro 2021 | Estados Unidos          | Cuartos de final | 2        | 0     |
| Copa Oro 2021 | Estados Unidos · Canadá | Fase de grupos   | 0        | 0     |

## Estadísticas

### Clubes
Actualizado al último partido disputado el 13 de mayo de 2023.
| Club                       | Div.                | Temporada           | Liga  | Liga  | Copa Nacional | Copa Nacional | Copa Internacional | Copa Internacional | Total | Total |
| Club                       | Div.                | Temporada           | Part. | Goles | Part.         | Goles         | Part.              | Goles              | Part. | Goles |
| -------------------------- | ------------------- | ------------------- | ----- | ----- | ------------- | ------------- | ------------------ | ------------------ | ----- | ----- |
| C. D. Victoria Honduras    |                     |                     |       |       |               |               |                    |                    |       |       |
| 1.ª                        | 2014-15             | 1                   | 0     | -     | -             | -             | -                  | 1                  | 0     |       |
| 1.ª                        | 2015-16             | 20                  | 0     | -     | -             | -             | -                  | 20                 | 0     |       |
| Total                      | Total               | 21                  | 0     | 0     | 0             | 8             | 0                  | 21                 | 0     |       |
| Real C. D. España Honduras |                     |                     |       |       |               |               |                    |                    |       |       |
| 1.ª                        | 2017-18             | 8                   | 0     | -     | -             | 0             | 0                  | 8                  | 0     |       |
| 1.ª                        | 2018-19             | 6                   | 0     | -     | -             | 0             | 0                  | 6                  | 0     |       |
| 1.ª                        | 2019-20             | 26                  | 1     | -     | -             | -             | -                  | 26                 | 1     |       |
| 1.ª                        | 2020-21             | 29                  | 1     | -     | -             | -             | -                  | 29                 | 1     |       |
| 1.ª                        | 2021-22             | 41                  | 3     | -     | -             | -             | -                  | 41                 | 3     |       |
| 1.ª                        | 2022-23             | 39                  | 0     | -     | -             | 10            | 0                  | 49                 | 0     |       |
| Total                      | Total               | 149                 | 5     | 0     | 0             | 10            | 0                  | 159                | 5     |       |
| Total en su carrera        | Total en su carrera | Total en su carrera | 170   | 5     | 0             | 0             | 10                 | 0                  | 180   | 5     |

### Partidos internacionales
| 1.  | 15 de noviembre de 2020  | Estadio Doroteo Guamuch Flores, Ciudad de Guatemala, Guatemala | Guatemala   | 2–1 | Honduras    |  | Amistoso                 |
| 2.  | 17 de julio de 2021      | Shell Energy Stadium, Houston, Estados Unidos                  | Honduras    | 3–2 | Panamá      |  | Copa Oro 2021            |
| 3.  | 24 de julio de 2021      | State Farm Stadium, Phoenix, Estados Unidos                    | México      | 3–0 | Honduras    |  | Copa Oro 2021            |
| 4.  | 16 de enero de 2022      | DRV PNK Stadium, Fort Lauderdale, Estados Unidos               | Colombia    | 2–1 | Honduras    |  | Amistoso                 |
| 5.  | 30 de enero de 2022      | Estadio Olímpico Metropolitano, San Pedro Sula, Honduras       | Honduras    | 0–2 | El Salvador |  | Eliminatorias Catar 2022 |
| 6.  | 30 de marzo de 2022      | Independence Park, Kingston, Jamaica                           | Jamaica     | 2–1 | Honduras    |  | Eliminatorias Catar 2022 |
| 7.  | 23 de septiembre de 2022 | Hard Rock Stadium, Miami, México                               | Argentina   | 3–0 | Honduras    |  | Amistoso                 |
| 8.  | 27 de septiembre de 2022 | Shell Energy Stadium, Houston, Estados Unidos                  | Honduras    | 2–1 | Guatemala   |  | Amistoso                 |
| 9.  | 22 de marzo de 2023      | BMO Stadium, Los Ángeles, Estados Unidos                       | El Salvador | 0–1 | Honduras    |  | Amistoso                 |
| 10. | 28 de marzo de 2023      | BMO Field, Toronto, Canadá                                     | Canadá      | 4–1 | Honduras    |  | Liga de Naciones 2022-23 |